# Молница
Мо́лница (укр. Молниця) — село в Герцаевской городской общине Черновицкого района Черновицкой области Украины.

## История
В июле 1995 года Кабинет министров Украины утвердил решение о приватизации находившегося здесь совхоза.
Население по переписи 2001 года составляло 1813 человека.
До 2020 года входило в Герцаевский район